# Flecha Negra
La Flecha Negra es un objeto ficticio que pertenece al legendarium creado por el escritor británico J. R. R. Tolkien y que aparece en su novela El hobbit. Era un dardo, herencia de la casa de Girion, que pasó hasta Bardo el Arquero, heredero del trono de la destruida Ciudad del Valle en la época en que se desarrolla la trama de El hobbit. 

## Historia
Era la última flecha que le quedaba a Bardo en su carcaj cuando defendía Esgaroth del dragón Smaug. Aconsejado por el viejo zorzal, quien había escuchado el diálogo de Smaug con Bilbo Bolsón, apuntó esta última oportunidad al lado izquierdo del pecho del dragón, justo en el punto en el que su armadura de piedras preciosas era más vulnerable. Cabe aclarar que Bardo pertenecía a la vieja raza de hombres que podía entender el lenguaje de los zorzales, aunque él no lo supiera hasta ese momento. Es posible que esta flecha hubiera sido fabricada por el enano Thrór cuando era Rey Bajo la Montaña. No se sabe si tenía propiedades mágicas, pero sí que Bardo lograba recuperarla siempre después de cada disparo.

## Adaptaciones
En la trilogía cinematográfica de Peter Jackson, la Flecha Negra aparece representada como una enorme flecha de hierro negro que es lanzada mediante enormes ballestas en torretas de la ciudad. Según la película, las flechas negras eran forjadas por enanos especialmente para atravesar las escamas del dragón. En el libro los dragones son más vulnerables por el vientre, por eso Smaug se lo recubrió con joyas; en la película se omite este detalle y se explica que Girion si llegó a herir a Smaug con la ayuda de una flecha negra levantando una escama.